# Raptor (comics)
Pour les articles homonymes, voir Raptor.
Raptor est un super-vilain créé par Marvel Comics. il est apparu pour la première fois dans Marvel Super-heroes III #1, en 1990.

## Origine
Paul Hazlett inventa un générateur  anti-gravité quand il travaillait chez Roxxon Oil Company. Roxxon, toutefois, l'avertit qu'il l'avait construit sur son temps de travail et que l'invention lui appartenait légalement.Hazlett poursuivit Roxxon, mais la puissante corporation fit échouer tous les recours en justice. 
Enragé, Paul pirata le système informatique et découvrit que son matériel avait servi à équiper l'agent spécial Pygargue. L'employé récupéra ses schémas et utilisa ses économies pour fabriquer la combinaison du Raptor.
Il devint le Raptor et vola un diamant à un riche homme d'affaires. Il fut attrapé et livré aux autorités par Moon Knight.

## Pouvoirs
- Raptor utilise une combinaison hi-tech contrôlée par une interface neurale située dans son casque. La combinaison possède un générateur anti-gravité qui lui permet de voler à vitesse modérée. Des ailes en polymère l'aident à se diriger. Elle est recouverte d'une maille d'adamantium.
- Le casque possède une radio et une vision améliorée et nocturne par infra-rouge.
- En plus de gantelets équipés de serres d'adamantium retractables et couplés à des filins (pouvant saisir des cibles à distance), Raptor utilise une sorte de couteau acéré (appelé 'bec') fait de la même matière.